# 13226 Soulié
13226 Soulié eller 1997 SH är en asteroid i huvudbältet som upptäcktes den 20 september 1997 av den tjeckiske astronomen Lenka Kotková vid Ondřejov-observatoriet. Den är uppkallad efter den franske astronomen Guy Soulié.
Asteroiden har en diameter på ungefär 7 kilometer och den tillhör asteroidgruppen Eos.